# Emmanuelle Blanchet
Emmanuelle Blanchet, coniugata Bovedo (Lione, 14 gennaio 1964), è un'ex cestista francese.

## Carriera
Con la Francia ha disputato i Campionati europei del 1985, segnando 6 punti in 3 partite.